# Czarna Wdowa
Czarna Wdowa (Natalia Romanova) (Чёрная вдова; 'Chernaya Vdova'; Natasha Romanoff, Nadine Roman, „Nat,” Tsarina, Oktober, Laura Matthers, Nancy Rushman, Black Pearl, Natalia Shostakova, Natuska, Czarina) prawdziwe nazwisko Natalia „Natasha” Alianovna Romanova – postać fikcyjna (pierwotnie złoczyńca, później superbohaterka) pojawiająca się w komiksach publikowanych przez Marvel Comics. Stworzona przez edytora i twórcę Stana Lee, scenarzystę Dona Rico i artystę Dona Hecka.
Po raz pierwszy ukazuje się w zeszycie Tales of Suspense vol. 1 #52 (kwiecień 1964). Na początku jest wprowadzona jako sowiecki szpieg, antagonistka superbohatera Iron Mana. Potem uciekła do Stanów Zjednoczonych, stając się agentem T.A.R.C.Z.Y. (S.H.I.E.L.D.), fikcyjnej agencji szpiegowskiej, i członkiem zespołu superbohaterów Avengers. Często przedstawiana jako femme fatale, Czarna Wdowa zajęła 31. miejsce w rankingu na najseksowniejszą kobietę w świecie komiksu, zorganizowanym przez The Comics Buyer's Guide.

## Adaptacje

### Filmy animowane
- Ostateczni mściciele (2006) – film animowany serii Marvel Animated Features, w której głosu Czarnej Wdowie użycza Olivia d’Abo, a w wersji polskiej Beata Kowalska.
- Ostateczni mściciele 2 (2006) – kontynuacja filmu animowanego serii Marvel Animated Features, gdzie ponownie głosu użyczają Olivia d’Abo i Beata Kowalska.
- Iron Man: Rise of Technovore (2013) – film serii Marvel Anime, głosu Czarnej Wdowie użyczają Clare Grant w wersji angielskiej i Miyuki Sawashiro w wersji japońskiej.
- Avengers Confidential: Black Widow & Punisher (2014) – film serii Marvel Anime, gdzie głosu Czarnej Wdowie użyczają Jennifer Carpenter w wersji angielskiej i ponownie Miyuki Sawashiro w wersji japońskiej.

### Filmy kinowe

#### Lionsgate Entertainment
- Black Widow – zapowiedziany w 2004 roku film ze scenariuszem Davida Haytera. Studio jednak porzuciło ten projekt.

#### Marvel Studios
Aktorka Scarlett Johansson odtwarza postać Czarnej Wdowy w filmach Filmowego Uniwersum Marvela.
- Iron Man 2 (2010)
- Avengers (2012)
- Kapitan Ameryka: Zimowy żołnierz (2014)
- Avengers: Czas Ultrona (2015)
- Kapitan Ameryka: Wojna bohaterów (2016)[2]
- Avengers: Wojna bez granic (2018)
- Kapitan Marvel (2019)
- Avengers: Koniec gry (2019)
- Czarna Wdowa (2021)